# آرتور پی. گورمن
آرتور پی. گورمن (به انگلیسی: Arthur Pue Gorman) سناتور سابق عضو حزب دموکرات ایالات متحده آمریکا بود. وی در سال ۱۸۸۱ تا ۱۸۹۹ و ۱۹۰۳ تا ۱۹۰۶ میلادی سناتور ایالت مریلند در سنای ایالات متحده آمریکا بود.